# Cowbridge (římský tábor)
Cowbridge byl malý vojenský tábor (castrum) na území Walesu v římské provincii Britannia Superior (latinsky „Horní Británii“). V moderní době žijí v Cowbridge zhruba 4 tisíce obyvatel. Město leží přibližně 11 km na západ od Cardiffu.

## Název
Latinská podoba názvu tábora nebo pevnosti není známá, ačkoli s největší pravděpodobností jde o Bovium (viz ablativ slova Bomio) z Itinerarium Antonini Augusti, Itineráře císaře Antonina. Pozůstatky tábora byly objeveny pod městem Cowbridge ve velšském hrabství Vale of Glamorgan, dříve zvaném Glamorganshire nebo Glamorgan.

## Časové zařazení
O přítomnosti římského tábora svědčí jeho půdorys ve tvaru obdélníka a římské mince, které byly objeveny nedaleko. Jde římský tábor postavený velmi brzy, pravděpodobně už v 1. století; na základě nalezených hrnčířských výrobků byl jeho vznik zařazen do doby kolem roku 80, případně o něco málo později.

## Objevy

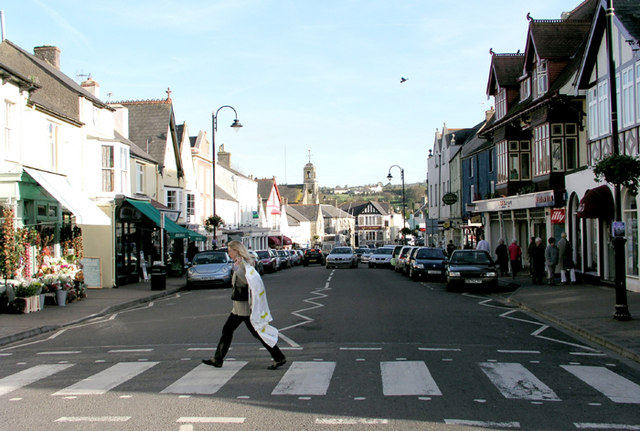
High Street. Tudy vedla ve starověku římská silnice s domy po obou stranách

### Lázně
Byly tam vykopány římské lázně, thermae, opuštěné na začátku 2. století; jejich cihly nesou značky Druhé legie, Legio II Augusta, proto šlo jistě o vojenský objekt. Druhá legie pravděpodobně měla v Cowbridge základnu, dokud nebyla převelena na sever, aby hájila Hadriánův val. Po odchodu legionářů toto místo postupně pustlo. Lázně se přestaly používat na začátku 2. století.

### Pomníky, domy
Z rané doby byly nalezeny pomníky významných zesnulých, včetně kvalitní sochy lva. Civilní osada se potom rozvíjela při obou stranách římské silnice. Tvořily ji typické domy postavené ze dřeva a kamene. Lidé se živili obděláváním půdy a zpracováním železa. Místo bylo obydleno až do 4. století.

## V moderní době
Na římské osídlení poprvé narazili v roce 1977, kdy byly při vykopávkách v ulici Coopers Lane, proti Old Hall, nalezeny důkazy o dávných obchodech a domech. Další vykopávky za ulicí Bear Lane přinesly svědectví o přítomnosti vysokého počtu vojáků. 
To podporují nálezy příkopů, například za Midland Bank. Tábor zřejmě stál u řeky Thaw, a to dříve než římská silnice, podél níž se pak stavělo. V moderní době tudy stále vede ulice High Street, hlavní ulice města.